# Stephanophyllia complicata
Stephanophyllia complicata är en korallart som beskrevs av Henry Nottidge Moseley 1876. Stephanophyllia complicata ingår i släktet Stephanophyllia och familjen Micrabaciidae. Inga underarter finns listade i Catalogue of Life.